# Джеферсън (окръг, Небраска)
Вижте пояснителната страница за други населени места с името Джеферсън.
Окръг Джеферсън (на английски: Jefferson County) е окръг в щата Небраска, Съединени американски щати. Площта му е 1492 km², а населението - 8333 души (2000). Административен център е град Феърбъри.